# セックスドライブ
セックスドライブ（せっくすどらいぶ）は、成人向けを含む女性向けバイノーラル音声作品を制作している日本の同人サークルである。

## 概要
ダミーヘッドマイクを使用した音声作品を主に株式会社エイシスクリエイター支援サイト『Ci-en』および、DLsiteGirl's Maniax通称『がるまに』での販売活動を行っている。

## 主要作品
- 【R18バイノーラル】『僕の作品にしてあげる』（販売日: 2019年12月27日）
- 『飼育性活-加月キョウイチ-』（販売日: 2020年01月08日）
- 『隣の家の幼馴染の愛情が深すぎて』（販売日: 2020年01月22日）
- 『双子執事の愛情と欲望』【耳攻めSEXバイノーラル】（販売日: 2020年07月06日）
- 『年下でツンデレな俺様御曹司が依存わんこになるまで』【耳攻めSEXバイノーラル】（販売日: 2020年11月07日）
- 『密着囁き×キメセク!～大学の後輩に薬を盛られて調教されちゃいました～』【耳攻めSEXバイノーラル】（販売日: 2021年02月01日）
- 【简体字幕版】『紧贴耳语×药物性爱!～被大学学弟下药调教了～』【耳朵挑逗SEX立体声】（販売日: 2021年05月26日）
- 『ヤンデレ共依存×洗脳監禁』【耳攻めSEXバイノーラル】（販売日: 2021年07月22日）
- 『密着囁き×キメセク!! After ～大学の後輩が彼氏になったら愛も性欲もやばくて大変です～』（販売日: 2021年10月11日）
- 【简中字幕版】『紧贴耳语×药物性爱!! 0After~大学学弟成为男朋友后爱和性欲都强烈到让人烦恼~』（販売日: 2022年02月11日）
- 【简中字幕版】『病娇依存症×洗脑监禁』【人头录音耳语sex】（販売日: 2022年02月20日）
- 『どっちを選ぶ?人気AV男優とまさかこんな関係になるなんて…』（発売予定日：2022年06月下旬）